# Ark Encounter

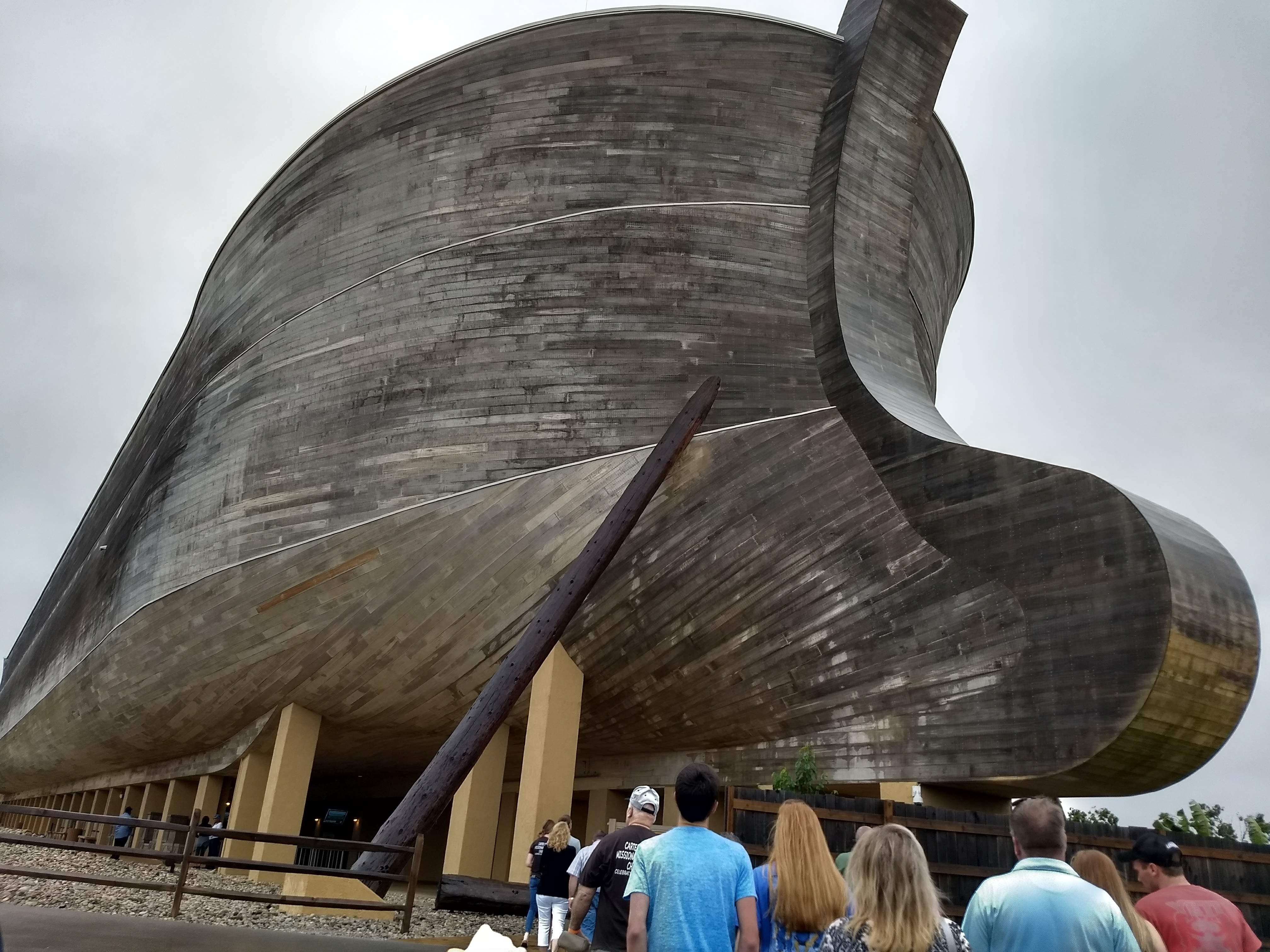
Bug des Nachbaus aus der Besucherperspektive

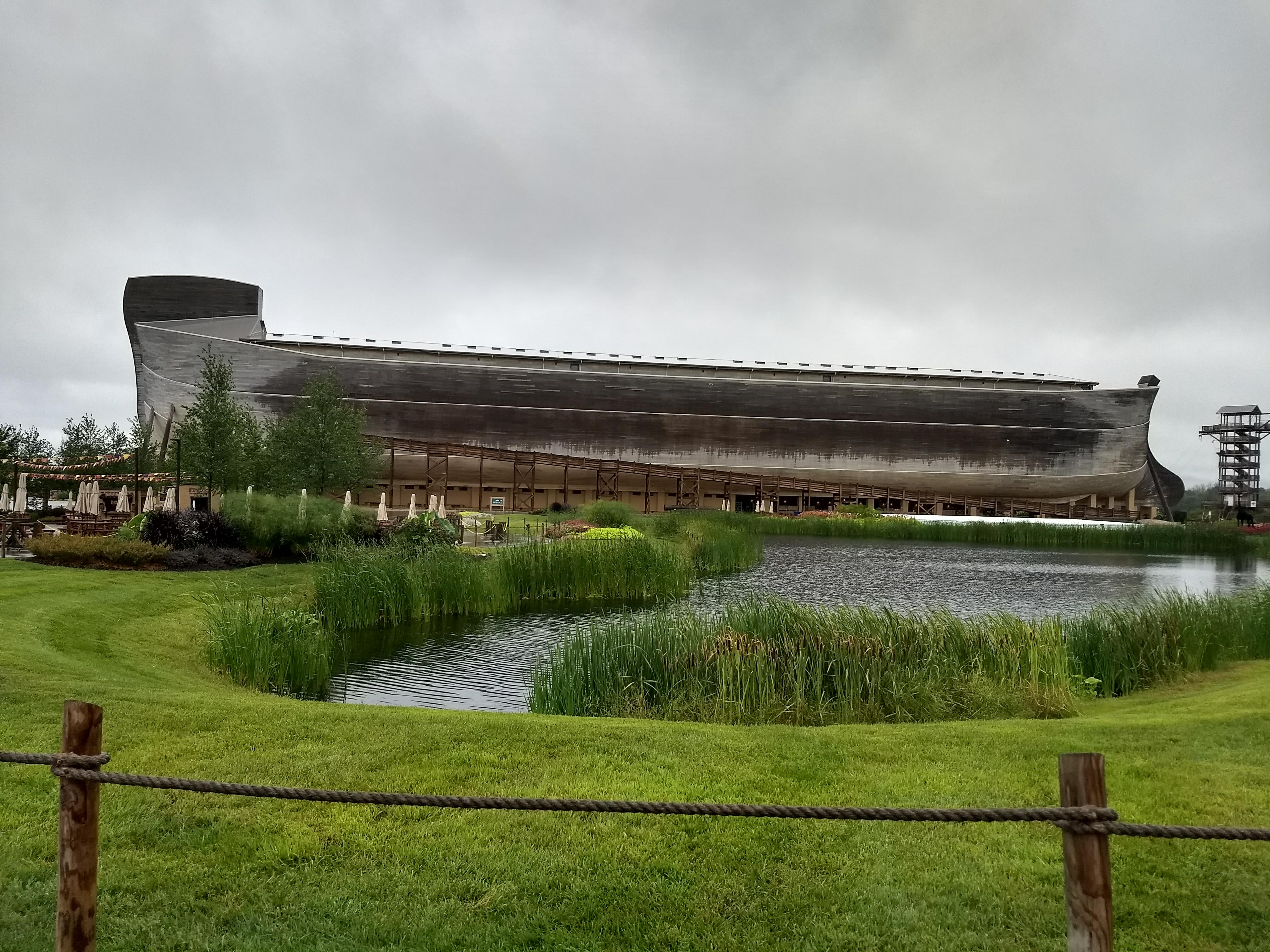
Archenachbau aus der Ferne

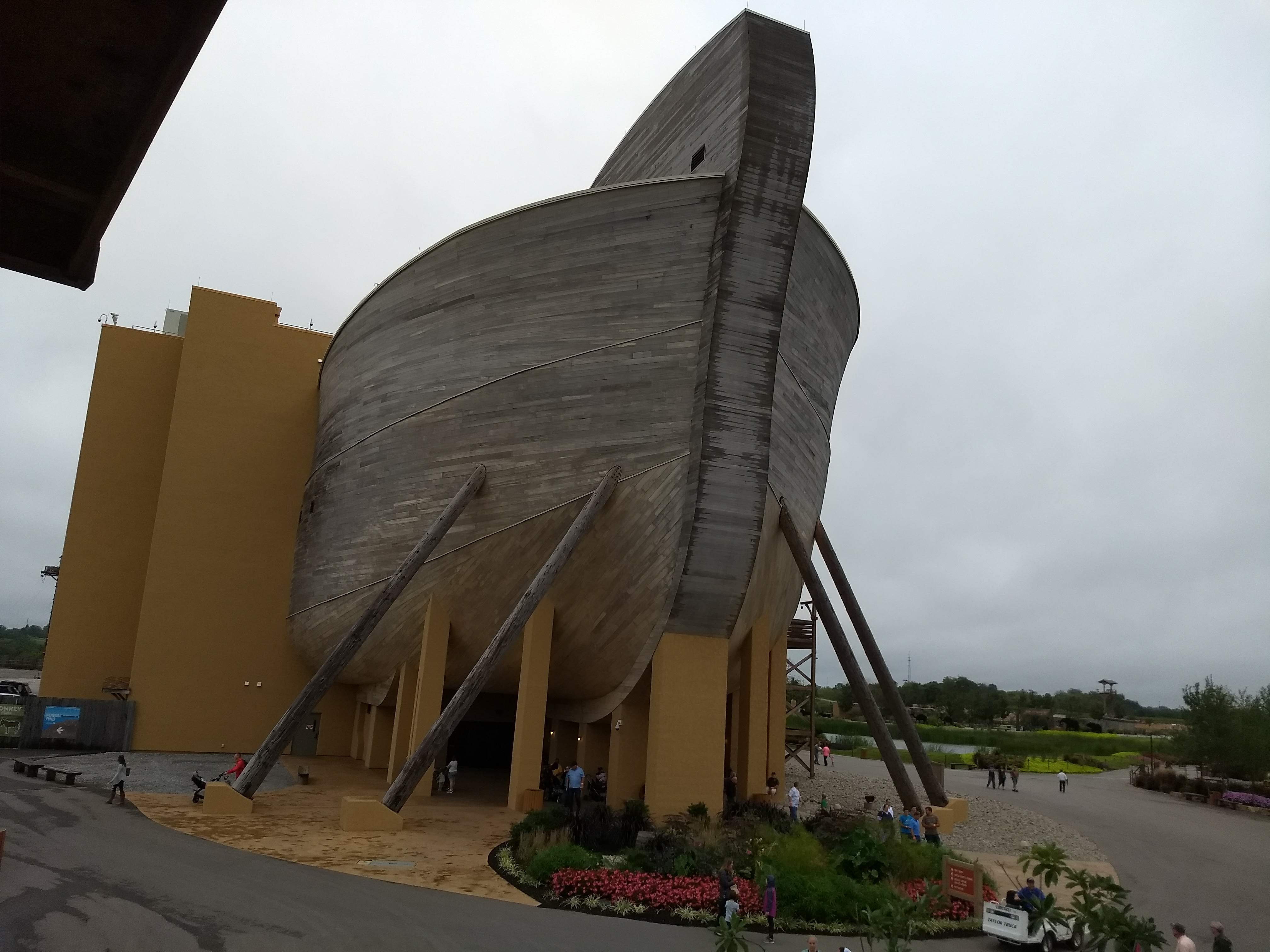
Heck des Nachbaus, mit Anbauten

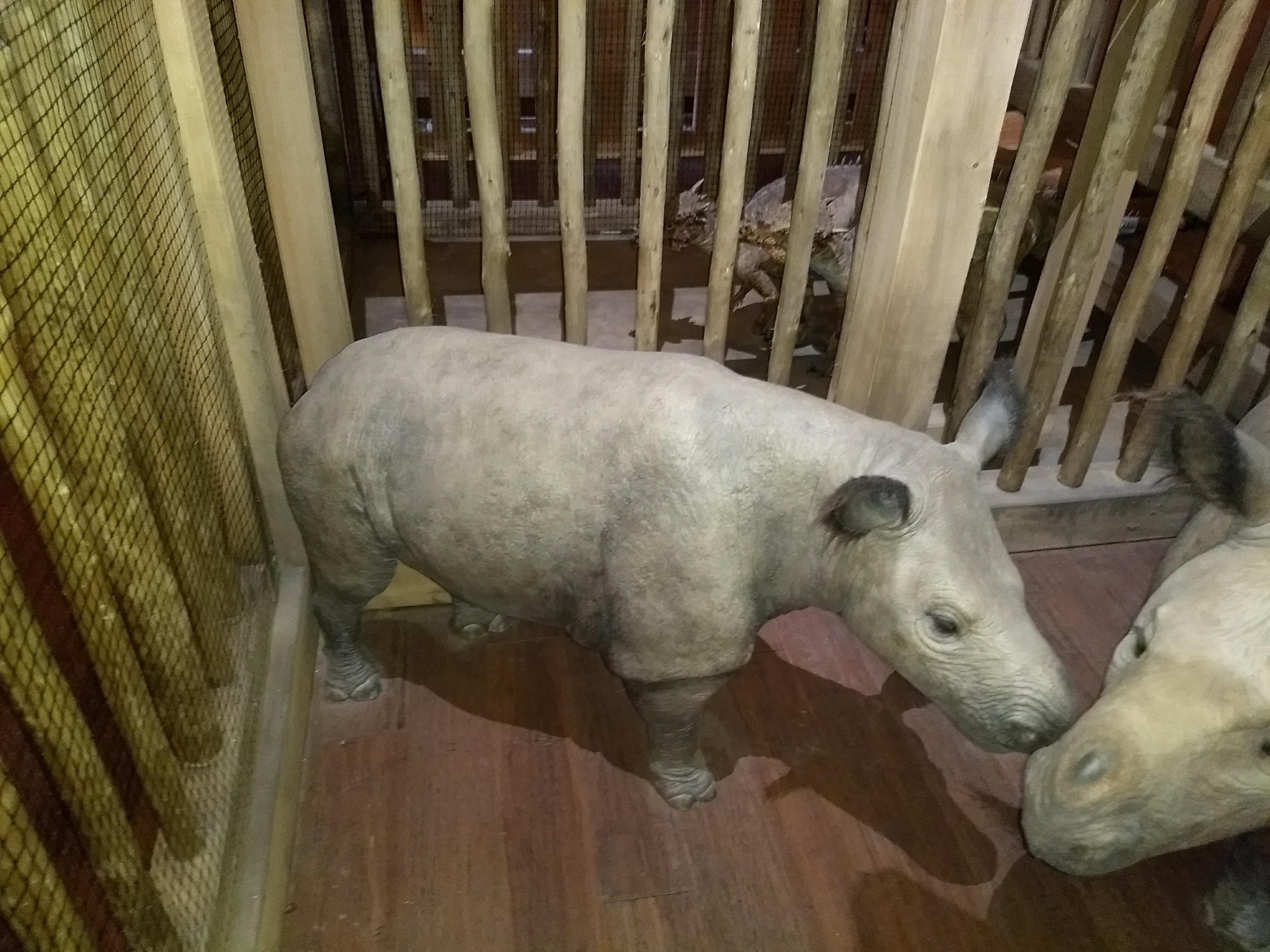
Beispielkäfige: Im vorderen Nashörner; im hinteren Dinosaurier

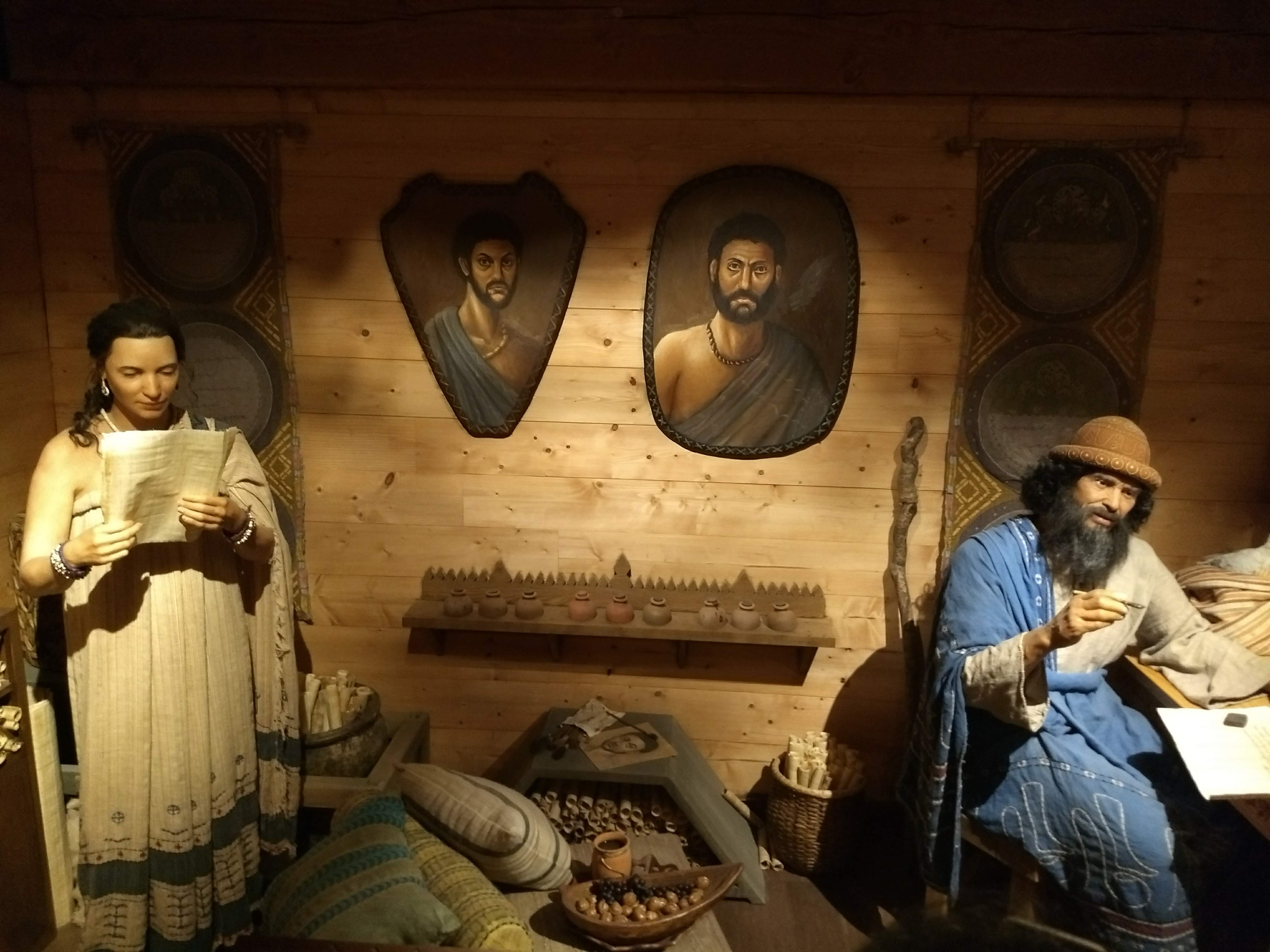
Roboter-Noah (rechts) mit Ehefrau Emzara (links)

Der Ark Encounter (deutsch etwa: Treffpunkt Arche oder Begegnung mit der Arche) ist ein kreationistischer Themenpark in Williamstown im US-Bundesstaat Kentucky. Das Hauptgebäude und thematische Zentrum des Parks ist ein Modell der Arche Noah, das entsprechend der biblischen Sintflut-Erzählung konstruiert wurde, mit 155 Metern Länge, 26 Meter Breite und einer Höhe von 15,5 Metern. Betreiber ist die Stiftung Answers in Genesis (AiG).

## Ausstellung und Lehre
Der Themenpark ist wie ein Naturkundemuseum aufgebaut, lehrt jedoch pseudowissenschaftliche Theorien des Kreationismus mit wörtlichen Auslegungen der jüdisch-christlichen Schöpfungstexte des Buches Genesis. Dazu gehören ein Alter des Universums und zugleich der Erde von ungefähr 6000 Jahren (Junge-Erde-Kreationismus), eine Koexistenz von Dinosauriern mit Menschen, Gegendarstellungen zur abgelehnten Evolutionstheorie, eine rekonstruierte Übersicht über die geretteten Tierarten (kinds) und der praktische Alltag auf einem Schiff während der ein Jahr währenden Sintflut.
Die aus Holz konstruierte Arche ist in 132 Laderäume auf drei Decks unterteilt. Sie wird von betonierten Stützsäulen fünf Meter über dem Erdboden gehalten; auf der Steuerbordseite des Gebäudes befinden sich stützende, 24 Meter hohe Bauten mit Aufzügen, Toiletten und Treppenhäusern. Besucher des Geländes nähern sich der Arche von der Backbordseite (links). Das Schiff wird vom untersten Deck aus betreten. Innerhalb des Baus kann man über Rampen zwischen den Decks wechseln. Die Arche Noah soll genau 6744 Tiere in 1398 Käfigen transportiert haben, deshalb wird der Tierwelt ein wesentlicher Teil der Ausstellung gewidmet. Auf dem oberen Deck werden Tiermodelle präsentiert, auf dem mittleren Deck stehen ebenfalls Tiermodelle und Dioramen im Mittelpunkt – diese zeigen auch die Familie Noahs in ihren Räumlichkeiten und Werkstätten. Auf dem dritten Deck wird mit Schautafeln gezeigt, welche Zustände in der Arche sowie auf der Erde vor und während der Sintflut geherrscht haben sollen. Die überlegene Konstruktion der Arche wird fiktiven und zum Sinken verurteilten Gegenentwürfen anderer Religionen gegenübergestellt. In drei Laderäumen der Ausstellung werden auch Leihgaben des Washingtoner Bibelmuseums und dessen angeschlossener Green Collection gezeigt, für die auch geworben wird. Ein weiterer Teil der Ausstellung widmet sich den angeblichen Gefahren der modernen Welt, die in der Zeit Noahs Gottes Zorn hervorgerufen haben sollen: Masturbation, Homosexualität, unverheiratete Schwangere, Unzucht, Säuglingsopferungen oder aufgeklärte Erwachsene.
Die Macher sehen sich im Wettbewerb mit Naturkundemuseen, die sich seit dem 20. Jahrhundert konzeptuell weiterentwickelt haben. Daher ist es ein zentrales Anliegen, dass Park und Ausstellungen auf dem neuesten Stand der Technik sind, um Touristen und besonders die jungen Besucher mit eindrucksvollen Erlebnissen langfristig von ihren Ansichten zu überzeugen. Entsprechend wurden aufwendige interaktive Lehrmodelle und audiovisuelle Effekte quer durch die Ausstellungen integriert. Dazu gehören etwa holografische Lichtinstallationen und ein Grüßroboter mit der Gestalt Noahs.
Neben der Arche umfasst das Gelände weitere Gebäude und Attraktionen, wie etwa ein Auditorium für 900 Veranstaltungsteilnehmer, eine Seilrutsche, eine synthetische Eislaufbahn und ein VR-Theater mit 2500 Sitzen, die teils erst nachträglich angelegt wurden. Der angeschlossene Ararat Ridge-Zoo hält Kamele, Kängurus und hat einen Streichelzoo. Das für 1500 Gäste ausgelegte Restaurant Emzara’s Kitchen ist nach der Ehefrau Noahs benannt.

## Geschichte
Der Australier Kenneth Ham ist seit den 1970er Jahren als ein führender Vertreter des Junge-Erde-Kreationismus bekannt und ist die Führungspersönlichkeit bei Answers in Genesis. Bereits 2007 eröffnete er das kontrovers diskutierte Creation Museum im nur 70 Kilometer entfernten Petersburg. Der Ark Encounter befand sich dann seit Ende 2010 offiziell in Planung, und Ham erwarb schließlich rund 125 Hektar Land in Williamstown.
Der Bau des Ark-Encounter-Themenparks war für 150 Mio. US-Dollar veranschlagt, die Kosten stiegen im Bauverlauf auf 172 Mio. Dollar. Umgerechnet waren das 2016 knapp 100 Millionen Euro. Die Baukosten für die Arche allein beliefen sich auf 92 Millionen Dollar. Ein Teil dieses Kapitals stammte von AiG selbst, eine weitere Rolle spielten zweckgebundene private Spenden an AiG, eingeschlossen Großspender wie die Familie des Milliardärs David Green. Der Staat Kentucky subventionierte das Projekt mit (je nach Rechnung) 18 bis 43 Millionen Dollar an Steuervorteilen, da für die Region erhöhte Einnahmen durch Tourismus erwartet wurden. Der Großteil der Umsatzsteuern, die der Themenpark erwirtschaftet, darf daher von den Betreibern einbehalten werden. Bei einem Jahresumsatz von rund 52 Mio. US-Dollar für alle Bestandteile von AiG wurden mit Stand 2022 bereits insgesamt 5 Mio. Dollar Steuern an Kentucky entrichtet. Kritiker sahen hier ein schlechtes Geschäft. Jedoch rechneten AiG und auch lokale Behörden vor, dass auch im Umland des Parks seither höhere Umsätze durch Tourismus und Übernachtungen erwirtschaftet werden, und bezifferten diese Summe auf zusätzliche 23 Mio. Dollar pro Jahr.
Zur Umrechnung der biblischen Ellen in moderne Maße entschied sich AiG für jene Variante, dass eine Elle 51 cm entspreche, und kam so auf die Eckmaße des Schiffs. Beim Bau wurden 7800 m³ Holz verbraucht, vorwiegend Fichten- und Kiefernholz, letzteres für die Außenverkleidung. Viel Holz soll aus nachhaltiger Waldwirtschaft gekommen sein. Mehr als 1000 Handwerker waren an der Holzkonstruktion beteiligt; davon ein Großteil amische Zimmerleute. Zwar sollte zuerst die komplette Konstruktion aus Holz bestehen; staatliche Bauvorschriften verlangten aber den Einsatz von Stahlbauteilen, um das Holz zusammenzuhalten. Die Betreiber legten ferner Wert auf ökologische Energie- und Wasserwirtschaft mit Solar- und Geothermie sowie Regenwasseraufbereitung. Die Futterpflanzen für den Streichelzoo sowie die Grünpflanzen im Außengelände entstammen betriebseigenen Treibhäusern.
Nach einer medialen Einweihungszeremonie am 5. Juli 2016 wurde zwei Tage später, am symbolträchtigen 7. Juli 2016 (Gen 7,7 ), der Ark Encounter für die Öffentlichkeit eröffnet und bot in den ersten 40 Tagen verlängerte Öffnungszeiten an. In den ersten zwei Jahren nach der Eröffnung lag die Besucherzahl mit jeweils rund einer Million Besuchern unter den Erwartungen des Betreibers (860.000 zahlende Besucher im Geschäftsjahr 2017/2018, Kinder genießen je nach Alter freien oder ermäßigten Eintrittspreis), für 2019 und 2021 wurden aber jeweils höhere Besucherzahlen berichtet. Für April 2021 plante AiG die Begrüßung von Besucher Nummer 10.000.000 (Creation-Museum und Ark Encounter zusammengerechnet); an Sommer-Samstagen kämen über 9000 Besucher.
Im Mai 2019 wurde bekannt, dass AiG seine Versicherungsgesellschaften verklagt habe, weil sie Überschwemmungsschäden aus den Jahren 2017 und 2018 nicht übernehmen wollten. Die von Starkregen verursachten Überflutungen hatten lediglich Zufahrtsstraßen zum Gelände beschädigt; dennoch gab es ein ambivalentes Medienecho.

## Kritik

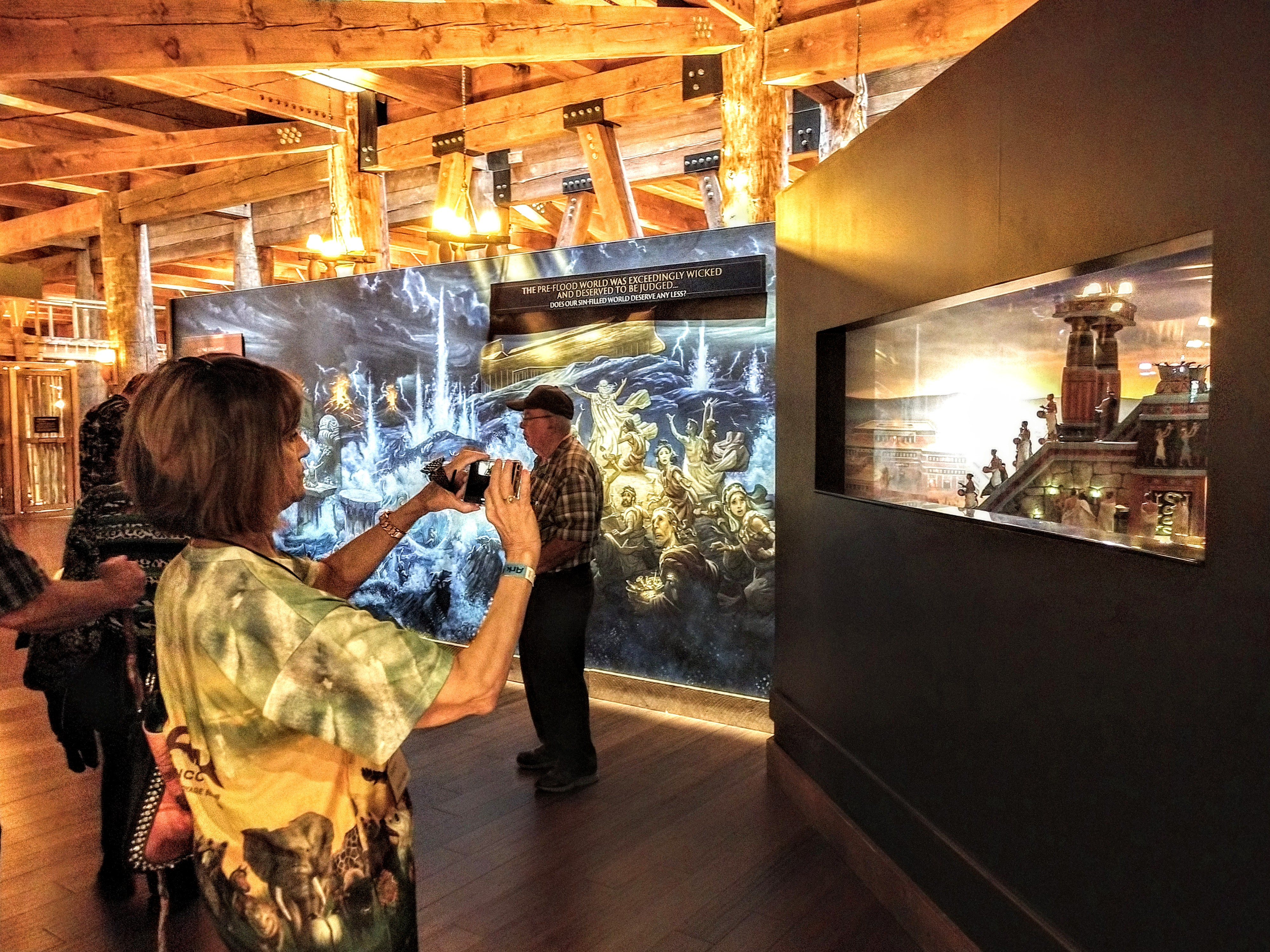
Schauraum im Archen-Inneren zur Verderbtheit der vorsintflutlichen Gesellschaft

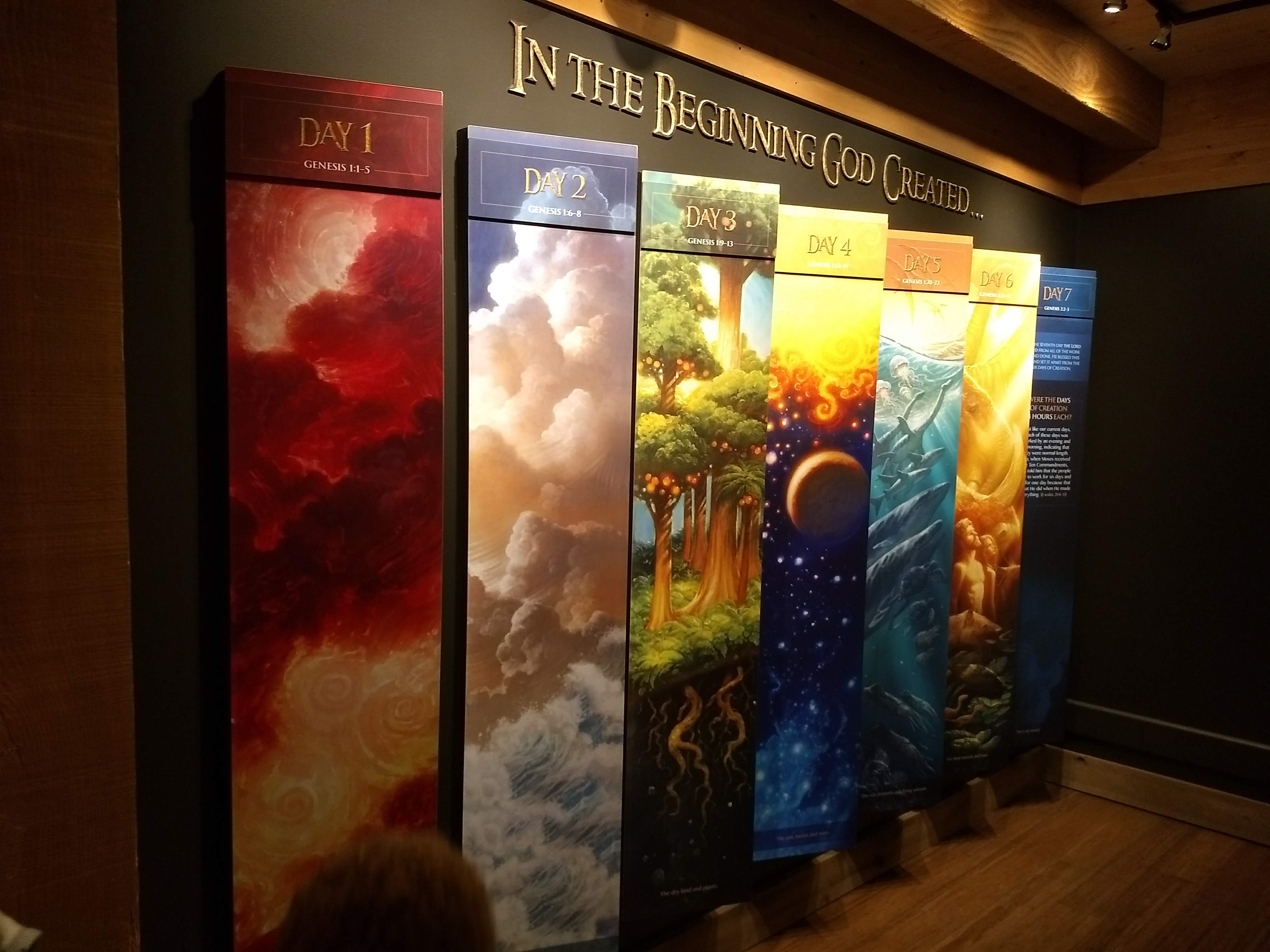
Schautafel zur Schöpfungsgeschichte

Säkulare Interessengruppen üben aus mehreren Gründen Kritik an dem Themenpark. Bereits vor und während des Baus wurde etwa der Umfang kritisiert, mit dem der Staat das Projekt aus Steuermitteln förderte. Die größten organisierten Proteste im Jahr 2018 wurden von Lokalmedien mit bis zu 200 Teilnehmern eingeschätzt.
Die größte Kritik am Ark Encounter ist ebenso wie beim Creation Museum der präsentierte Inhalt. So werde mit nicht dem wissenschaftlichen Mainstream entsprechenden Argumenten versucht, die angebliche Überlegenheit und Wahrheit der AiG-Modelle zu demonstrieren, und demgegenüber Modelle aus Physik, Astronomie, Biologie und Geowissenschaften als „falsch“ bezeichnet. Zu den als besonders absurd angesehenen Szenen des Museums zählt etwa ein als historisch dargestellter Arenakampf von Menschen gegen Riesen und Dinosaurier. Nach einem Besuch des Ark Encounter im Jahr 2019 bezeichnete die damals 13-jährige Bailey Harris, Mitglied der Secular Student Alliance, im Gespräch mit dem Skeptical Inquirer die Szenen als lächerlich: „viel alberner als erwartet […] Die dargestellte Anti-Wissenschaft gemeinsam mit dieser Herrlichkeit ist gefährlich für Kinder [… und] so entworfen, um Kinder mit Größe und Schönheit zu überwältigen und dann von Anfang bis Ende Unwahrheiten zu zeigen.“ Daher warnte etwa die Freedom From Religion Foundation davor, dass Kindergärten und Schulen den Themenpark als Ausflugsziel akzeptieren. Ihrer Ansicht nach wären Kinder so religiöser Bekehrung ausgesetzt.
Der im ersten Buch Mose nur grob skizzierte Bericht wird durch die Macher des Parks zudem eigenwillig interpretiert. AiG befindet sich generell nicht nur im Diskurs gegen „evolutionistische“ Kritik aus der Wissenschaft, sondern auch gegen andere streng textbasierte Bibelauslegungen sowie gegen andere Lesarten aus der Nische des Junge-Erde-Kreationismus. Das beginnt bei der Wahl der Maße für das Schiff und erstreckt sich auf sämtliche Teilbereiche des Themenparks und der AiG-Lehre, die den spärlichen Bericht der Bibel detailliert ausschmückt und Spekulationen (ob zur Form des Schiffs oder zu den Dinosauriern) als wissenschaftlich plausibel und belegbar verteidigt.
Neben den wissenschaftliche Erkenntnisse leugnenden Inhalten werden auch religiös-fundamentalistische Botschaften propagiert, wie letztlich Intoleranz und Diskriminierung gegenüber nicht-fundamentalistischen Bevölkerungsgruppen. So lautete etwa eine der Botschaften des Parks, dass man hier der LGBT-Bewegung den Regenbogen wieder entreißen wolle, den diese sich angeeignet habe. Das spiegelt sich auch in den Einstellungsvoraussetzungen der rund 400 Mitarbeiter wider: Eingestellt werden nur jene Personen, die eine fundamentalistisch-christliche Glaubenssicht vertreten, einschließlich eines Bekenntnisses zum Junge-Erde-Kreationismus. Der Verhaltenskodex für Mitarbeiter schreibt zudem vor, dass sie weder homosexuell veranlagt sein noch außerehelichen Sex haben dürften. Säkulare Kritiker meinten, dies widerspreche dem Grundsatz von Trennung zwischen Kirche und Staat, da der Themenpark durch Steuermittel gefördert wurde. Der District Court für Ostkentucky widersprach allerdings der Kritik und befand die Arbeitsbedingungen für legal.

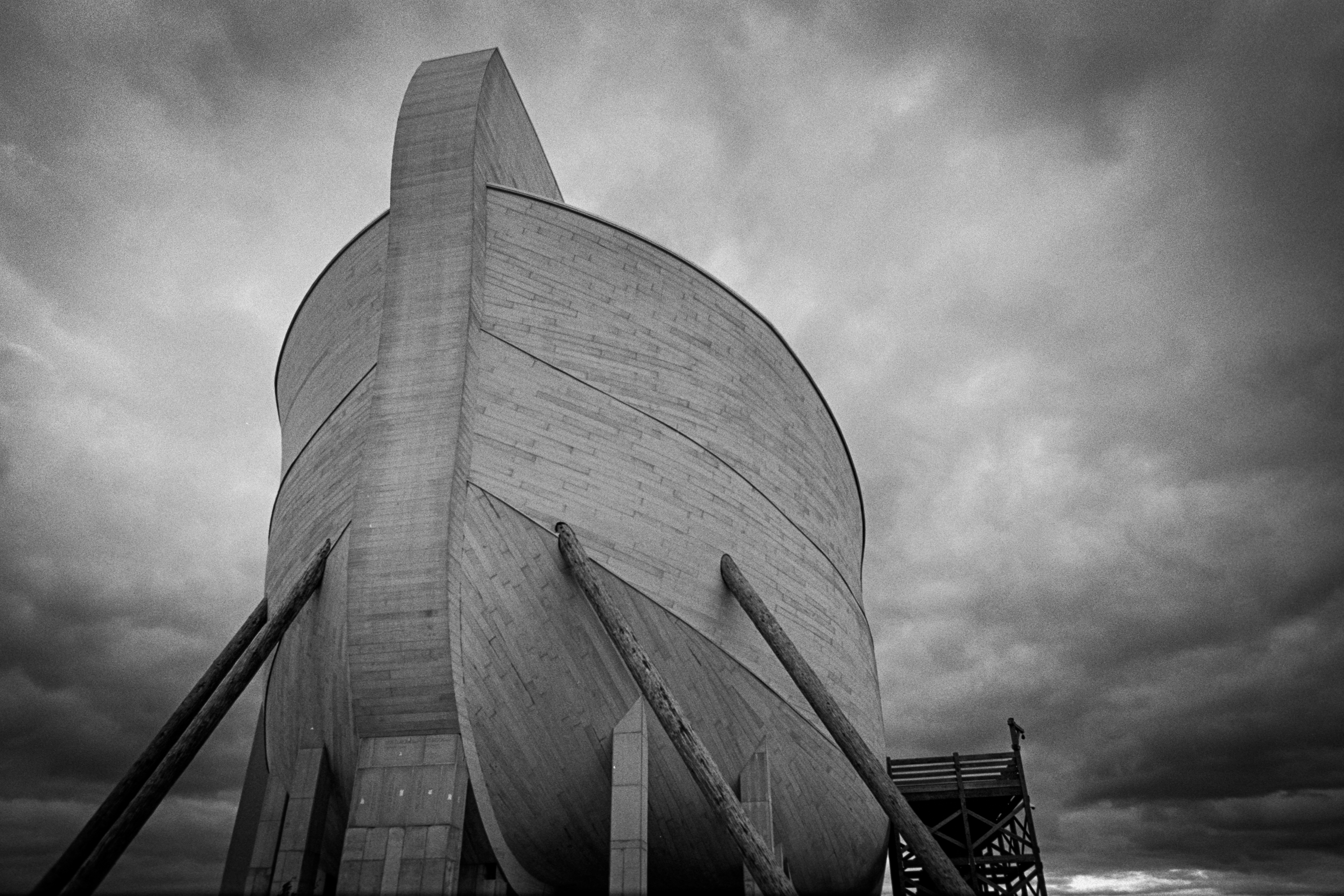
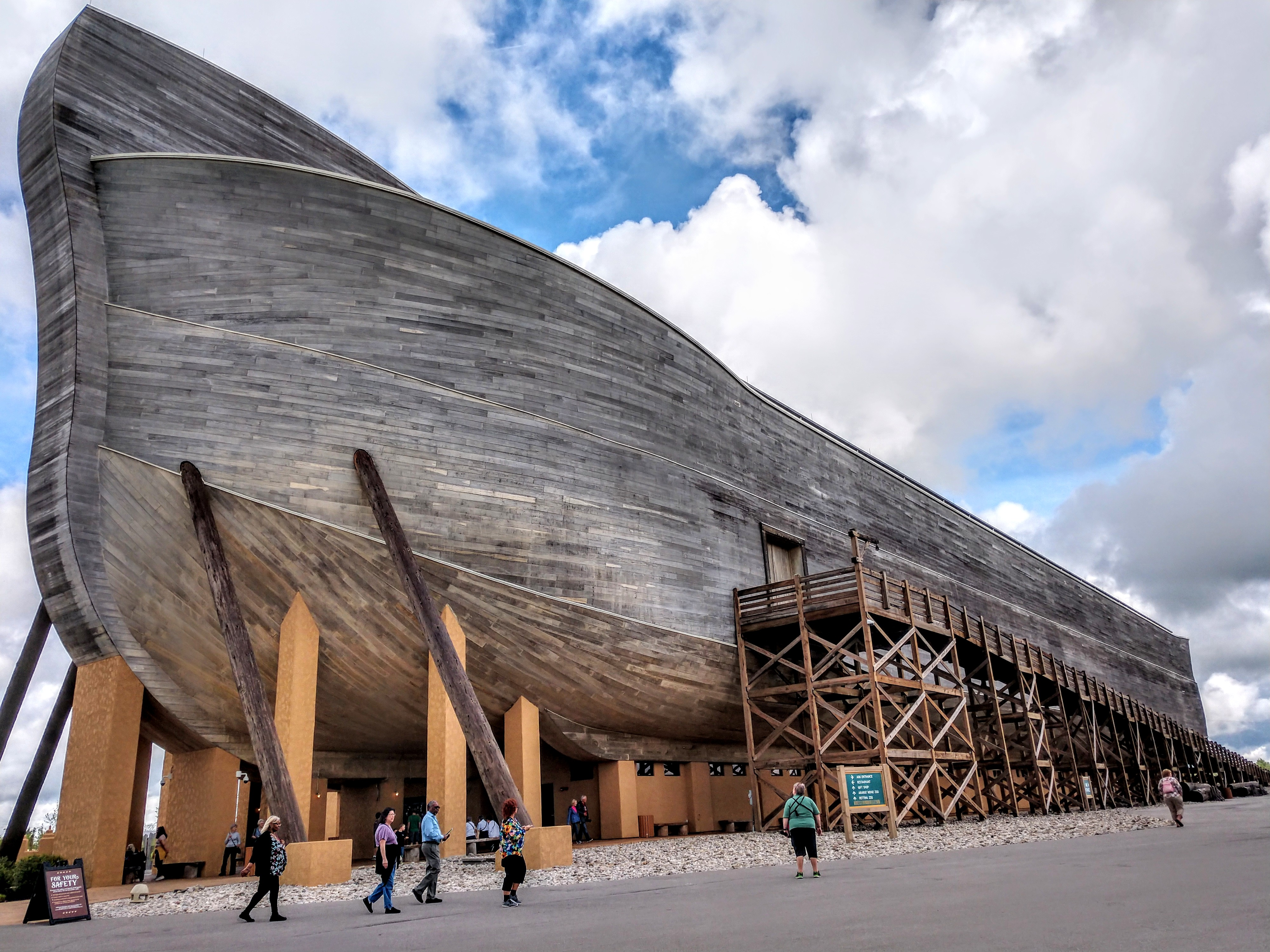
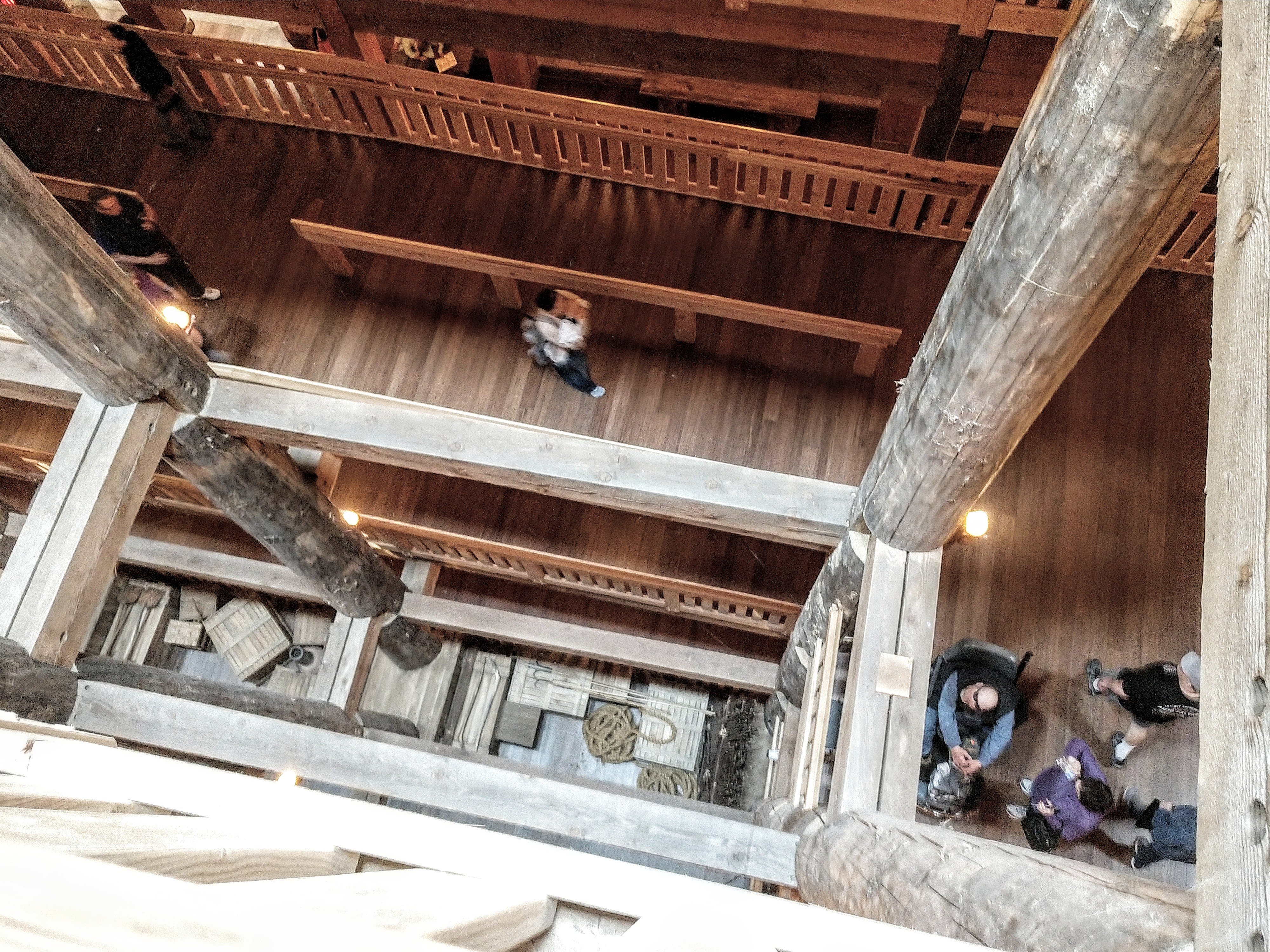
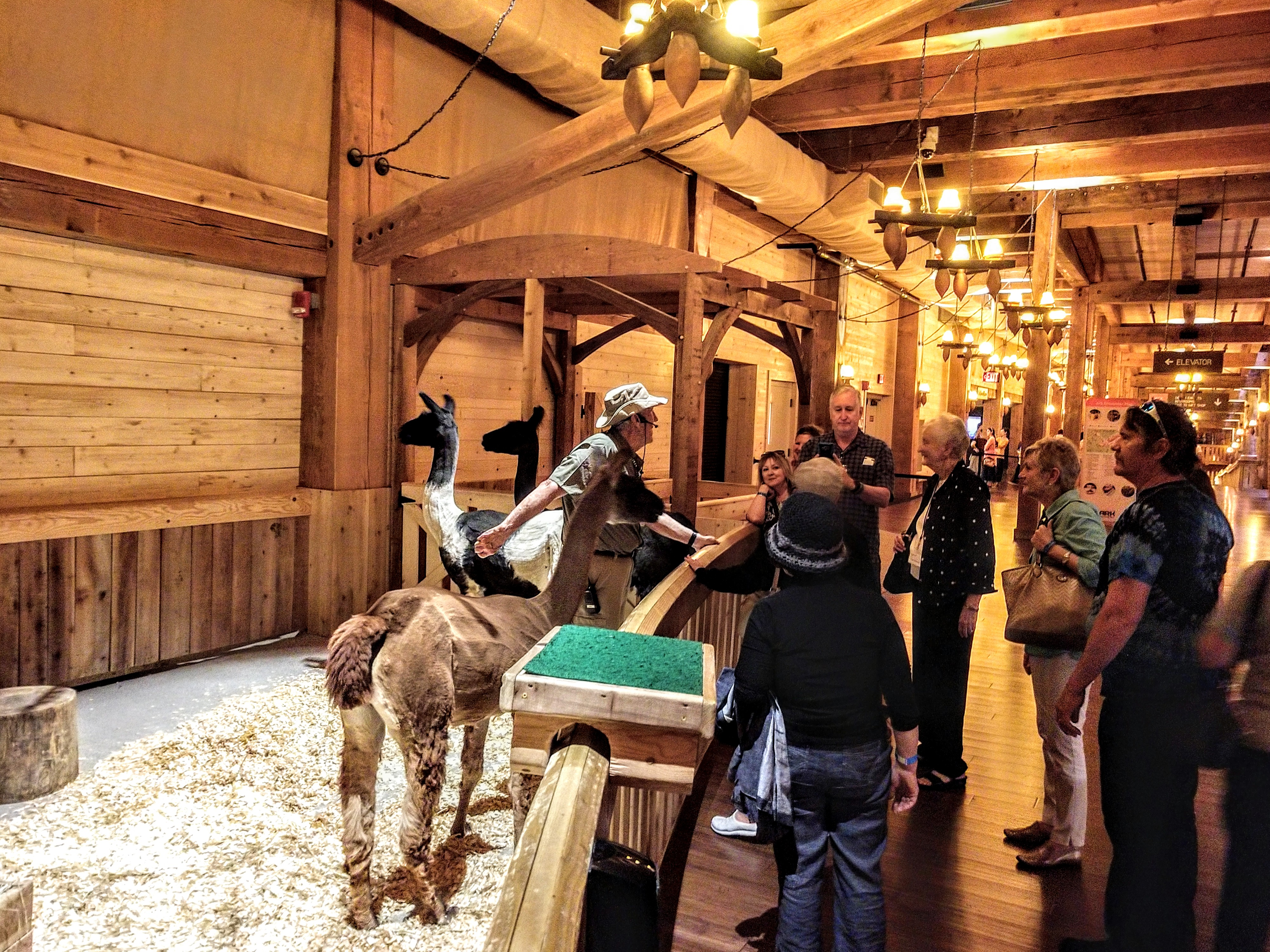